# Rathausbrücke (Zürich)
Die Rathausbrücke, inoffiziell auch Gemüsebrücke genannt, ist eine platzförmige Brücke über die Limmat in der Stadt Zürich (Schweiz). Die Bezeichnung Gemüsebrücke wird bis heute im Volksmund verwendet und erinnert an den einstigen Gemüsemarkt, der hier stattfand. Ihren amtlichen Namen erhielt die Brücke 1893 vom Rathaus. Zur Unterscheidung von der weiter flussaufwärts gelegenen Oberen Brücke (Münsterbrücke) wurde sie früher auch Untere Brücke genannt.

## Lage und Beschreibung
Die Brücke verbindet in der Altstadt die beiden durch die Limmat getrennten Stadtteile. Sie führt vom rechtsseitigen Limmatufer mit dem Rathaus und Limmatquai zum linken Ufer mit der Schipfe und dem Weinplatz, der optisch mit der platzartigen Brücke verschmilzt.
Am Sonntag diente sie in früheren Zeiten den Bürgern und Zünften nach dem Gottesdienst als Versammlungspunkt und repräsentative Staatshandlungen wurden auf ihr abgehalten. Ab dem frühen 14. Jahrhundert diente die Brücke auch als Marktplatz, was ihr den Namen Gemüsebrücke gab. Die Rathausbrücke ist bis heute ein wichtiger Treffpunkt und Teil der Zürcher Fussgängerzone.

## Geschichte

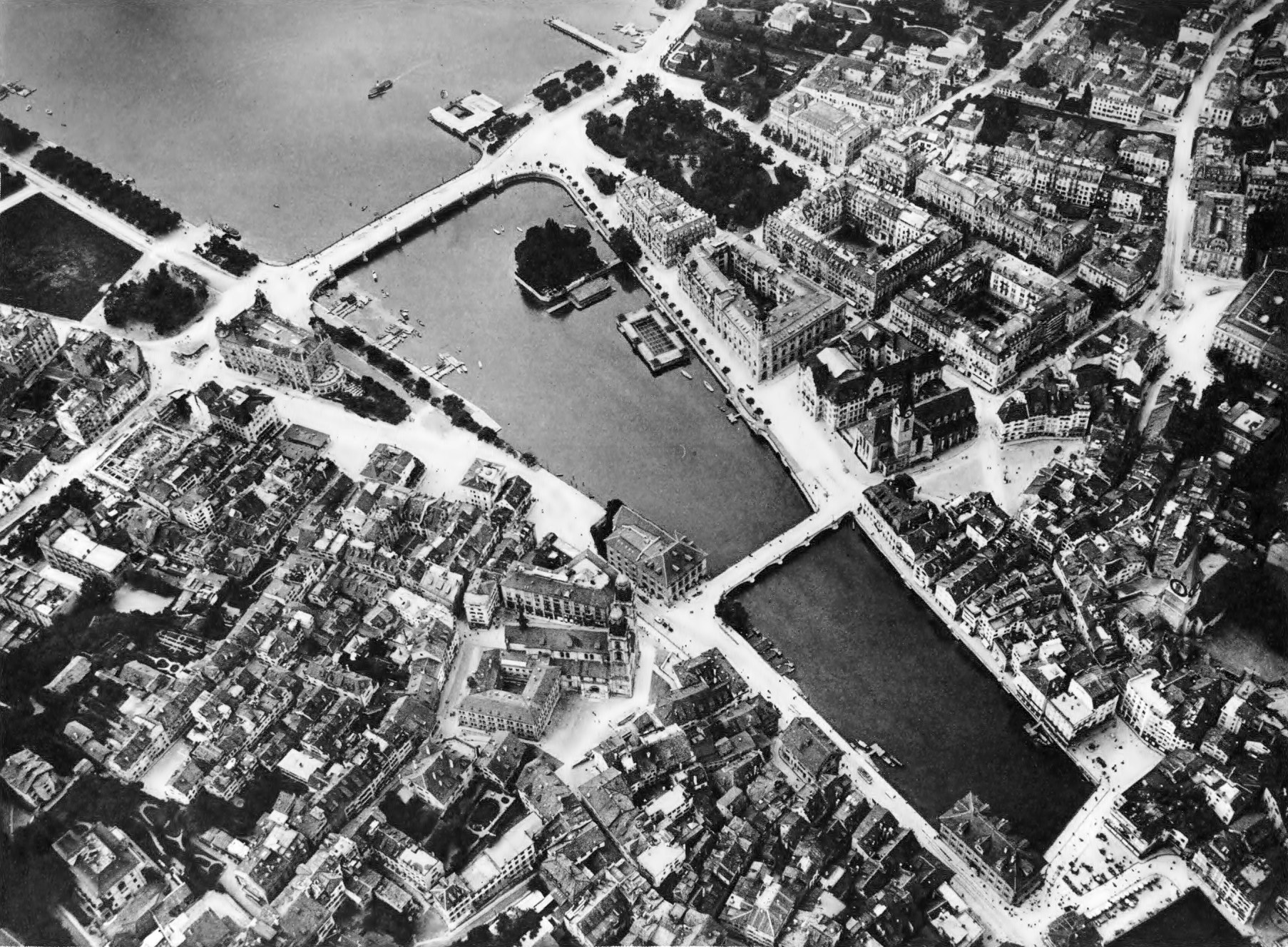
Die Rathausbrücke (unten rechts) auf einer Luftbildfotografie von Eduard Spelterini, um 1896/98.

Die Rathaus- oder Gemüsebrücke verbindet seit dem Mittelalter die Stadtteile links und rechts der Limmat. Sie war der erste und bis 1838 auch der einzige befahrbare Limmatübergang in der Stadt Zürich. Schon im Mittelalter war die Brücke breiter als für den Verkehr notwendig, wie auf dem Altarbild (Zwölfbotenkapelle im Grossmünster) von Hans Leu dem Älteren vom Ende des 15. Jahrhunderts zu erkennen ist. Die ersten bekannten Verbreiterungen stammen aus den Jahren 1375 und 1420/21. Durch eine weitere Verbreiterung flussabwärts erhielt die Brücke 1602 bis 1605 in etwa die heutigen Ausmasse, linksseitig begrenzt vom Hotel «Zum Schwert».
Trotz ihrer Lage und ihrer Bedeutung war sie architektonisch kein herausragendes Bauwerk. Westlich schloss sich bis ins 19. Jahrhundert eine hölzerne Plattform aus Eichenbrettern an. Nur die auf dem Murerplan von 1576 erkennbaren Wellenbrecher auf der Oberwasserseite wurden aus Stein errichtet, die übrigen Brückenteile bestanden mehrheitlich aus Holz. Dessen ungeachtet dürfte der Brückenteil zwischen Rathaus und Hauptwache eines der ältesten und breitesten Brückenbauwerke aus Stein in der Schweiz sein.
1881 wurde die hölzerne Brückenkonstruktion durch eine gusseiserne Konstruktion vom Bauingenieur Ludwig von Tetmajer ersetzt, wobei die alten Verkaufsbuden entfernt wurden. Pläne, auf der Brücke eine Gemüsehalle zu errichten, scheiterten am Widerstand der Bevölkerung: Eine Petition verhinderte dieses «Denkmal der Geschmacklosigkeit».
Die heutige Brücke aus Stahlbeton wurde vom Bauingenieur Edy Toscano zusammen mit dem Architekten Manuel Pauli entworfen und in den Jahren 1972/73 neu errichtet. In Aufbauten auf der Brücke wurden kleine Restaurationsbetriebe untergebracht. Deren Dach, das aus auffälligen pyramidenförmigen Elementen bestand, wurde bereits wenige Jahre später durch ein Flachdach ersetzt.

### Neubau ab 2025
2017 wurde angekündigt, dass die Brücke durch einen Neubau ersetzt werden soll. Dadurch soll der sanierungsbedürftige Oberbau erneuert und der Wasserdurchfluss erhöht werden, damit das vom Hochwasser-Entlastungsstollen Thalwil zusätzlich in den Zürichsee eingeleitete Wasser ohne Schaden unter der Brücke durchfliessen kann.
Das Siegerprojekt wurde im Mai 2019 der Öffentlichkeit vorgestellt. Es kommt von den Firmen Bänziger Partner AG, 10:8 Architekten und F. Preisig AG. Die trapezförmigen Plattenbrücke wird einen etwas kleinerer Grundriss als die bestehende Brücke haben. Um die grössere Wassermenge zu meistern, musste eine neue Pfeileranordnung gewählt werden, die mit zwei statt vier Pfeilern auskommt, aber die bestehenden Fundamente weiterhin nutzt. Die Spannweite der Hauptfelder der neuen Brücke wird 24 Meter, die der beiden Nebenfelder je 13 Meter betragen.
Der geplante Neubau soll 2025 begonnen werden und 2028 fertiggestellt sein, wobei der Baubeginn mit der Restaurierung des Rathauses zusammenfällt. Die bestehende Brücke wird zurückgebaut, während der Bauzeit werden 4,5 Meter breite Hilfsbrücken dem Fussgängerverkehr dienen. Die Baukosten werden auf 58 Mio. Franken geschätzt.

## Limmatstein

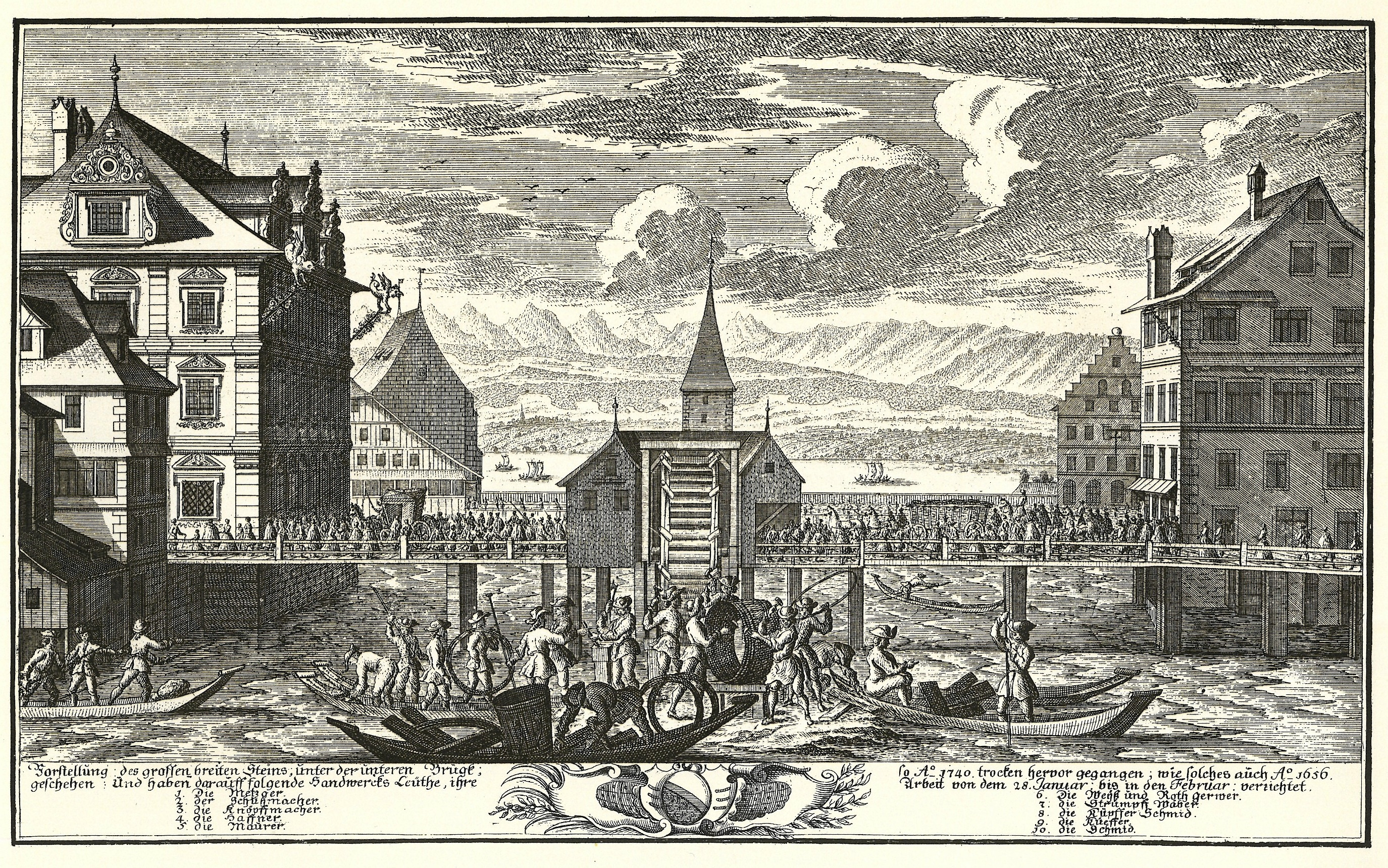
Januar 1740: Küfer arbeiten auf dem Limmatstein an einem grossen Fass. Darstellung von Johann Caspar Ulinger.

Der Limmatstein oder Metzgerstein war ein grosser Findling in der Limmat unmittelbar unterhalb der Rathausbrücke. Bei niedrigem Wasserstand ragte er als breite Felsplatte aus dem Wasser; dies geschah in den Jahren 1580, 1585. 1654, 1740 und zuletzt 1814. Da der Stein die Schifffahrt behinderte, wurde er 1823 weitgehend zertrümmert. Was von ihm noch übrigblieb, wurde beim Bau der neuen gusseisernen Brücke im Frühjahr 1881 «mittelst Dynamit weggesprengt, wobei die Arbeiter von den Metzgern einen Trunk erhielten».

## Bilder

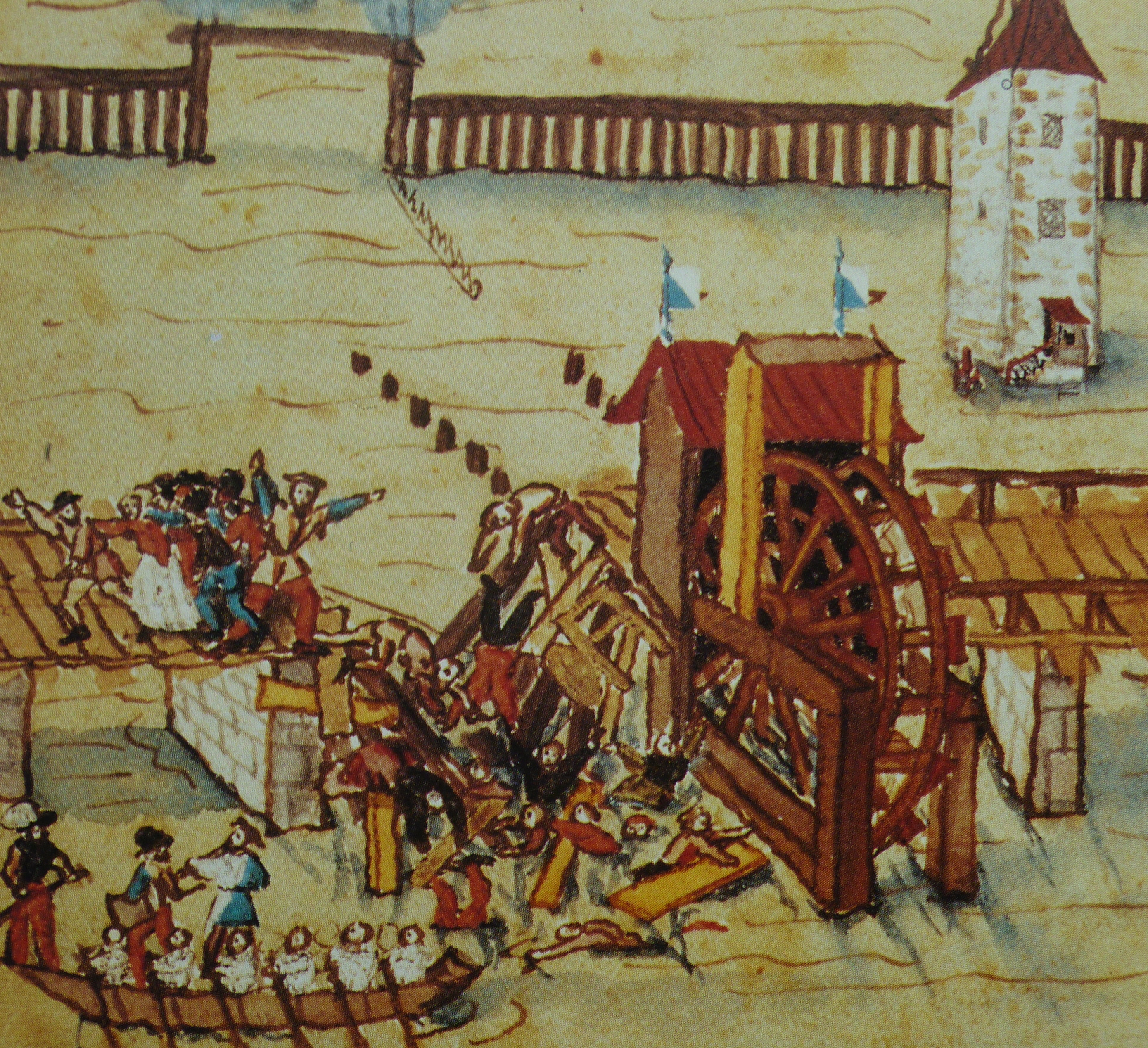
Einsturz der Rathausbrücke an Pfingsten 1375; Darstellung aus der Wickiana
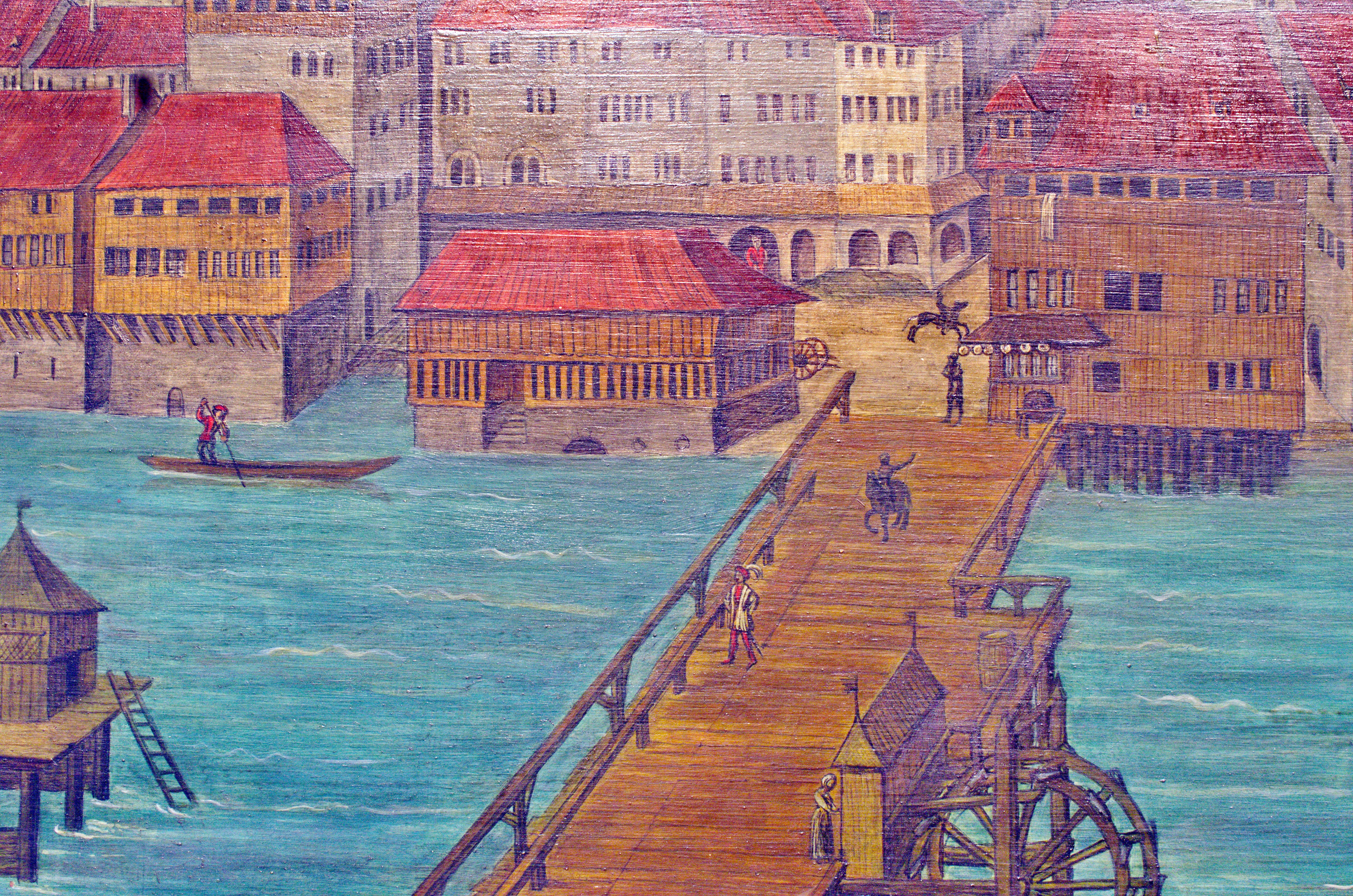
Westliches Ende der Rathausbrücke am Ende des 15. Jahrhunderts, Darstellung von Hans Leu dem Älteren
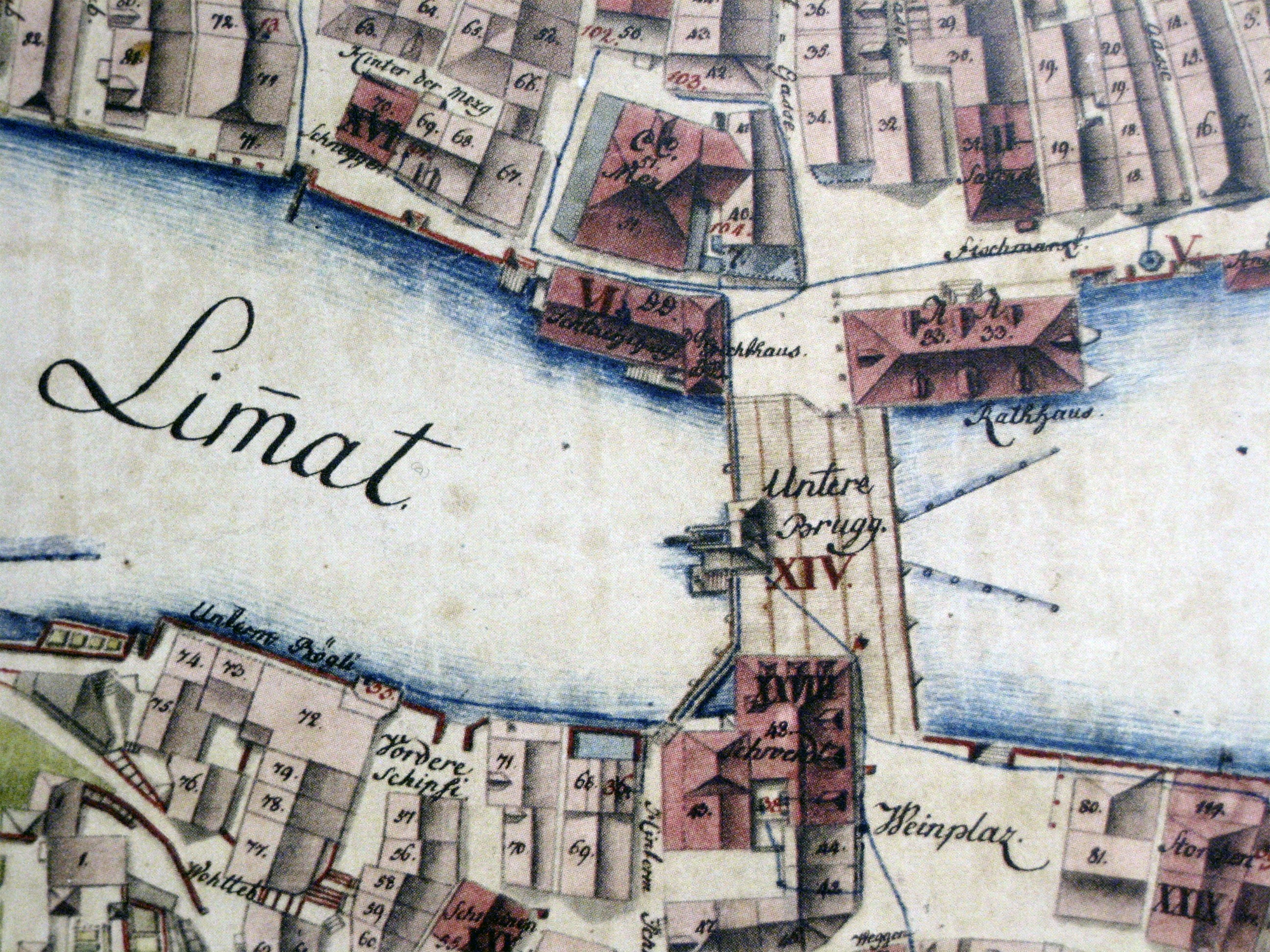
Rathausbrücke auf dem Müllerplan 1793
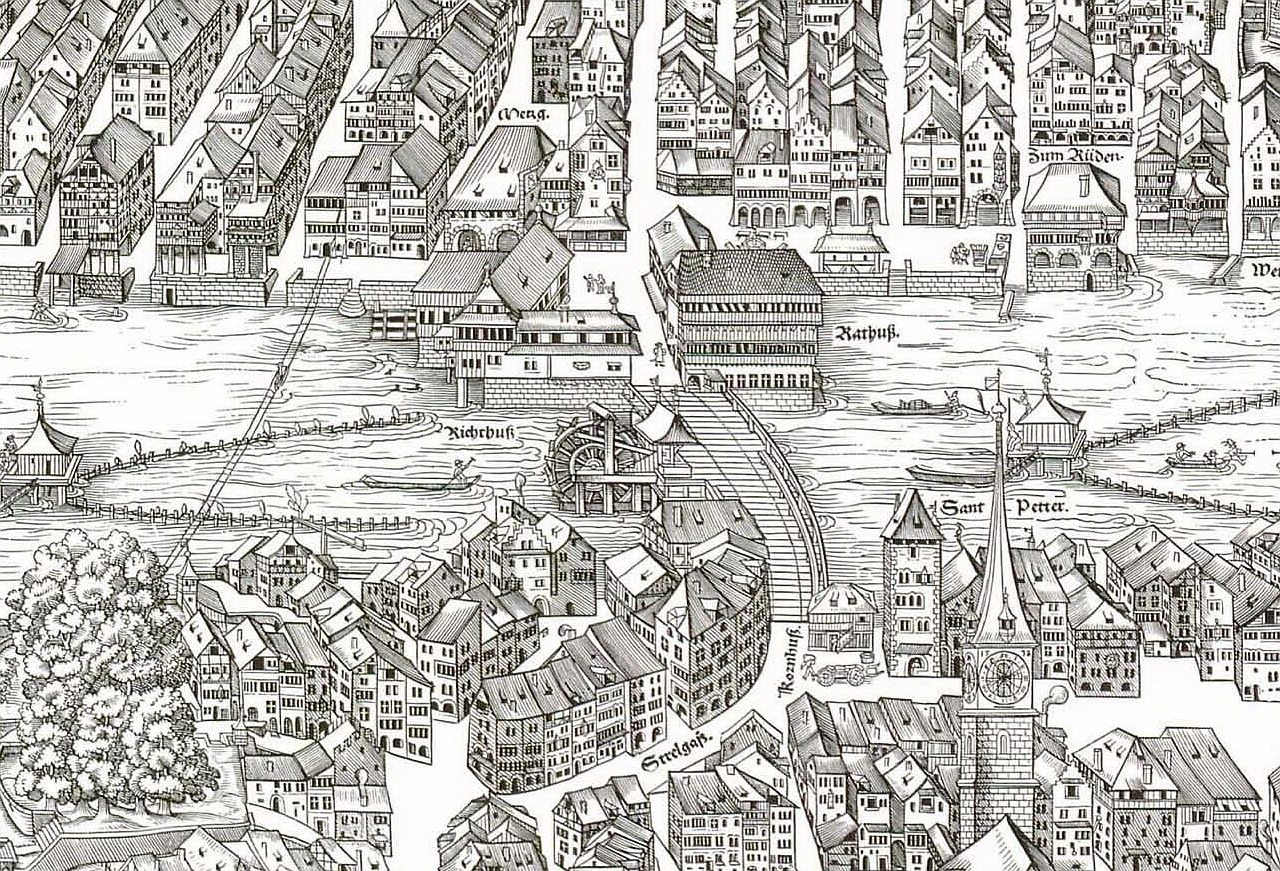
Rathausbrücke und Umgebung auf dem Murerplan von 1576
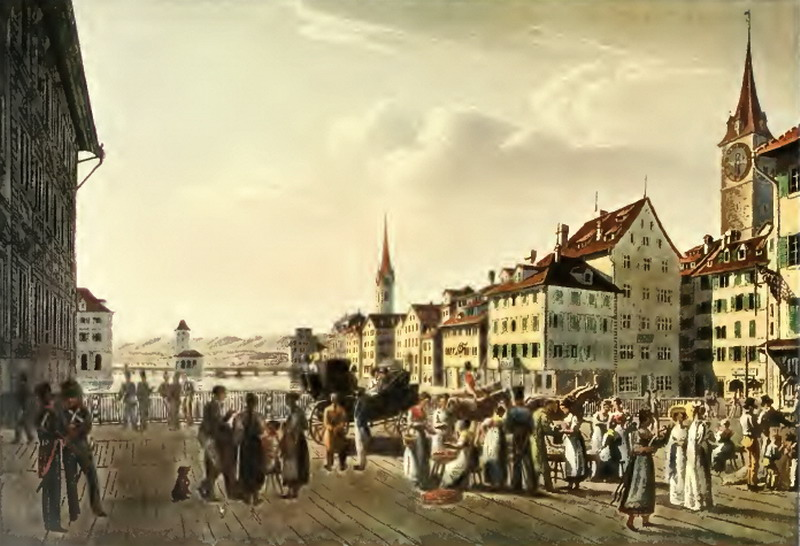
Rathausbrücke auf einer Ansicht vermutlich aus der ersten Hälfte des 19. Jahrhunderts: Das hohe Giebelhaus ist der rote Turm, später Cafe litteraire am Weinplatz, ihm schräg gegenüber der Weggen, ganz links das Rathaus.